# 社会進化論
社会進化論（しゃかいしんかろん、英: Social Darwinism）または社会ダーウィン主義（しゃかいダーウィンしゅぎ）、ヘーゲルやコントなどの社会の進歩についての議論をベースに、生物学において広まりつつあったさまざまな進化論をとりこんでつくられた社会理論の一種である。その理論は多様であり、目的論的自然観に基づく方向性のあるものから、チャールズ・ダーウィンの進化論にヒントを得て、方向性の定まっていないものまで含まれる。

## 概要
社会進化論は19世紀に形成された。政治体制が封建制、絶対王政、共和制へとかわり、一方で産業革命による産業構造の変化によって不安定な立場に置かれた労働者階級とブルジョア階級という新しい階級構造が誕生し、一方では科学の発達によりニーチェのように無神論的な考え、個人主義・自由主義的な思想もまた誕生していた。そういった社会状況において、種は不変の存在ではなく進化する存在であるという生物学的な考えと、政治体制は変わっていくという歴史哲学的な考えが同時代に現れた。その二つの思潮が合流したものが社会進化論である。

## 思想史

### コント
オーギュスト・コントは著書『実証哲学講義』で、上述の社会状況を研究するために、当時大きな発展を遂げていた生物学（生理学）を根拠にした、社会動学と社会静学という二つの社会学を構想した。ダーウィンの『種の起源』自体は発表されていなかったが、ラマルクなどの進化論が知られており、進化についてのアイデアを取り込み、社会静学は有機体としての社会を研究し、社会動学は三段階の法則に従って発展してきた社会発展を研究する学問と位置づけた。こうした考えはジョン・スチュアート・ミルを通じてイギリスにも伝えられることとなった。

### スペンサー
社会進化論は19世紀のハーバート・スペンサーに帰せられる。思想史的に見れば、目的論的自然観そのものは古代ギリシア以来近代に至るまでヨーロッパには古くから見られる。しかし、人間社会が進化する、あるいは自然が変化するという発想はなかった。
しかしラマルクやダーウィンが進化論を唱え、スペンサーの時代にはそれまでの自然観が変わり始めていた。スペンサーは進化を自然（宇宙、生物）のみならず、人間の社会、文化、宗教をも貫く第一原理であると考えた。
スペンサーは進化を一から多への単純から複雑への変化と考えた。 自然は一定した気温でなく寒冷と温暖を作り、平坦な地面でなく山や谷を作り、一つの季節でなく四季を作る。社会も単純な家内工業から複雑化して行き機械工業へと変化する。イギリス帝国が分裂してアメリカが出来る。芸術作品も宗教の形態も何もかもすべて単純から複雑への変化として捉えるのだが、単に雑多になるのではなくより大きなレベルでは秩序をなすと考えるのである。未開から文明への変化は単純から複雑への変化の一つである。その複雑さ、多様性の極致こそが人類社会の到達点であり目指すべき理想の社会である、と考えられた（ホイッグ史観）。従って、こうした社会観に立つあるべき国家像は、自由主義的国家である。このような考え方が当時の啓蒙主義的な気風のなかで広く受け入れられた。

### 帝国主義・優生学
スペンサー以後、社会進化論はスペンサーの自由主義的なものから変質し、適者生存・優勝劣敗という発想から強者の論理となり、白色人種のキリスト教徒に都合の良い解釈が行われて、帝国主義国による侵略や植民地化を正当化する論理になったとされる。
エルンスト・ヘッケルは国家間の競争により、社会が発達していくという内容の社会進化論を唱えた。ゴルトンは、人為選択（人為淘汰）によって民族の退化を防ぐために劣った遺伝子を持つものを減らし、優れた遺伝子を持つものを増やそうという優生学を提唱した。これは、人種差別・障害者差別の正当化に使われた。
また本来社会進化論的観点から言及されたものではなかったが、ニーチェ思想が与えた影響も無視できない。ルサンチマン、超人、力への意志といった概念であるが、遺稿『権力への意志』は妹エリーザベトの反ユダヤ主義による恣意的な編纂の面が大きい。これらは後世のナチズムによって原義とは違った解釈がなされ、優生学的政策の他、ドイツの「生存圏」を拡げ維持する理論として展開された。

### マルクス
その一方で、共産主義もまた社会進化論のパラダイムに則っていた。現にカール・マルクスは、進化論が唯物史観の着想に寄与したとしてダーウィンに資本論の第一巻を献本している。マルクスは、あくまで社会進化論が資本主義の存続を唱う点と一線を画し、資本主義自体が淘汰されると説いた。
マルクスにおける社会進化論については、社会学者のアンソニー・ギデンズやマイケル・マンらによる批判的評価がある。その詳細については、マルクス主義批判を参照。

### 日本
日本においては明治時代に加藤弘之・穂積陳重らによって社会進化論が紹介され、優勝劣敗を説く論理として社会思想に大きな影響を与えた。またその自由主義的な性格から、「進歩的思想」として受け止められ、自由民権運動にも影響を与えた。